# François-André Vincent

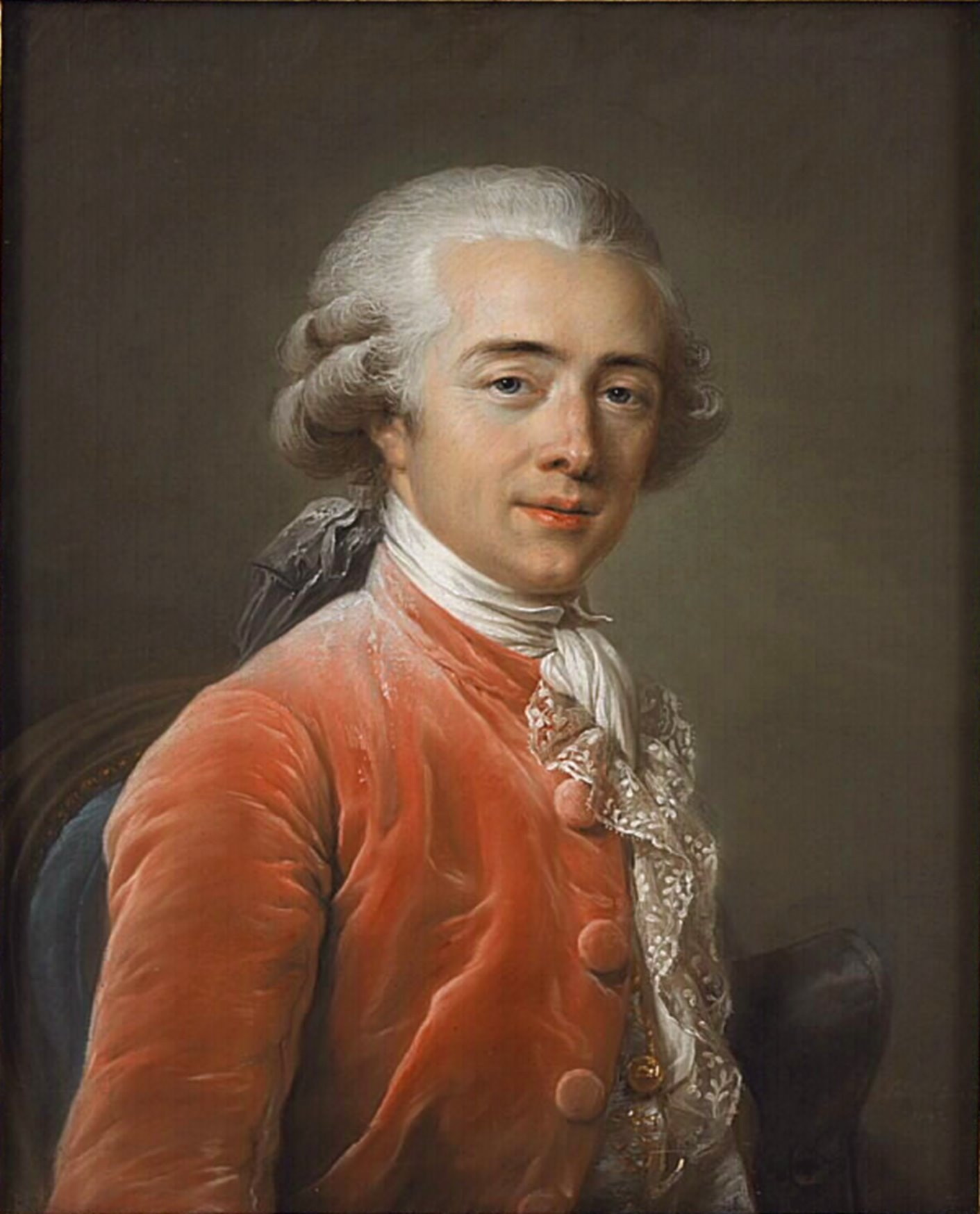
Portret van François-André Vincent door Adélaïde Labille-Guiard (ca. 1783)

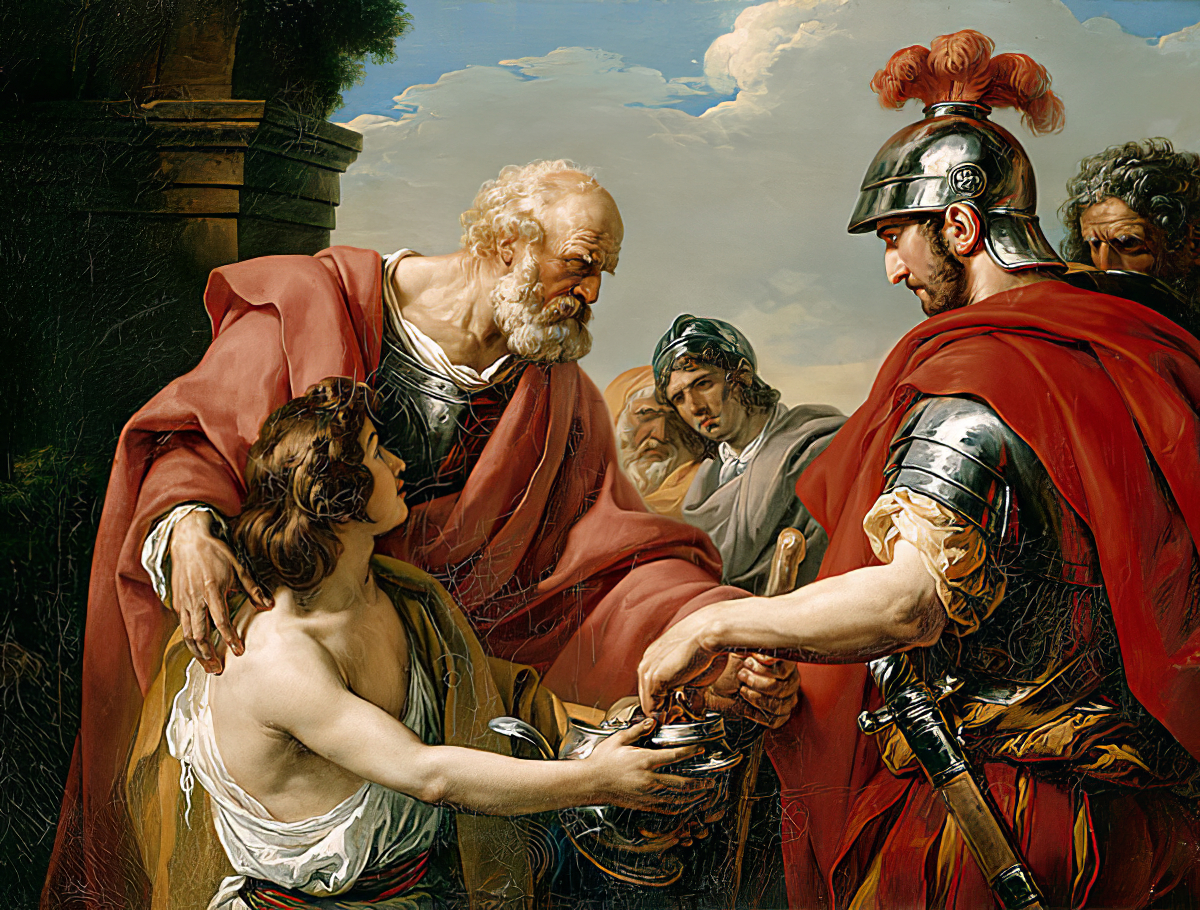
Belisarius door Vincent

François-André Vincent (1746-1816) was een Frans kunstschilder uit de neoclassicistische school.
Hij studeerde in Parijs onder Joseph-Marie Vien samen met Jacques-Louis David. Hij won de Prix de Rome in 1768. Na zijn terugkeer werd hij populair aan het Franse hof. Na de Franse Revolutie greep hij als royalist naast prestigieuze opdrachten, in tegenstelling tot David.
- Bibliothèque nationale de France: cb12490285r (data)
- CiNii: DA18000984
- Digitale Bibliotheek voor de Nederlandse Letteren: vinc056
- Gemeinsame Normdatei: 119475804
- International Standard Name Identifier: 0000 0000 6649 7663
- KulturNav: b141bc0a-2bdc-4dce-8490-75756f6c087c
- Library of Congress Control Number: no89014066
- National Gallery of Victoria: 5435
- Nationale Bibliotheek van Israël: 987007459736405171
- RKD-Nederlands Instituut voor Kunstgeschiedenis: 81097
- SIKART: 4029859
- SNAC: w6g80vxc
- Système universitaire de documentation: 029270022
- Union List of Artist Names: 500026118
- Virtual International Authority File: 66569236
- WorldCat: E39PBJgMwvqGFqxWCJptjpGrbd